# Episodi di Hell on Wheels (quinta stagione)
La quinta e ultima stagione della serie televisiva Hell on Wheels, composta da quattordici episodi, è stata trasmessa in prima visione assoluta negli Stati Uniti da AMC dal 18 luglio 2015, in due parti separate: la prima parte, composta dai primi sette episodi, è andata in onda fino al 29 agosto 2015; la seconda parte, formata dai restanti, è stata trasmessa dall'11 giugno al 23 luglio 2016.
In Italia, la stagione è stata trasmessa dal 28 novembre 2016 al 9 gennaio 2017 su Rai Movie.
| nº | Titolo originale      | Titolo italiano              | Prima TV USA   | Prima TV Italia  |
| -- | --------------------- | ---------------------------- | -------------- | ---------------- |
| 1  | Chinatown             | Chinatown                    | 18 luglio 2015 | 28 novembre 2016 |
| 2  | Mei Mei               | Mei Mei                      | 25 luglio 2015 | 28 novembre 2016 |
| 3  | White Justice         | La giustizia dei bianchi     | 1º agosto 2015 | 5 dicembre 2016  |
| 4  | Struck                | Sciopero!                    | 8 agosto 2015  | 5 dicembre 2016  |
| 5  | Elixir of Life        | Elisir di lunga vita         | 15 agosto 2015 | 12 dicembre 2016 |
| 6  | Hungry Ghosts         | Fanstasmi affamati           | 22 agosto 2015 | 12 dicembre 2016 |
| 7  | False Prophets        | Falsi profeti                | 29 agosto 2015 | 19 dicembre 2016 |
| 8  | Two Soldier           | Due soldati                  | 11 giugno 2016 | 19 dicembre 2016 |
| 9  | Return to the Garden  | Ritorno al giardino          | 18 giugno 2016 | 26 dicembre 2016 |
| 10 | 61 Degrees            | 61 gradi                     | 25 giugno 2016 | 26 dicembre 2016 |
| 11 | Any Sum Within Reason | Qualsiasi ragionevole prezzo | 9 luglio 2016  | 2 gennaio 2017   |
| 12 | Gambit                | Lo stratagemma               | 2 luglio 2016  | 2 gennaio 2017   |
| 13 | Railroad Men          | Uomini della ferrovia        | 16 luglio 2016 | 9 gennaio 2017   |
| 14 | Done                  | Fatto                        | 23 luglio 2016 | 9 gennaio 2017   |